# Agenamyia fumipennis
Agenamyia fumipennis är en tvåvingeart som beskrevs av Albuquerque 1953. Agenamyia fumipennis ingår i släktet Agenamyia och familjen husflugor. Inga underarter finns listade i Catalogue of Life.